# Stethynium daltoni
Stethynium daltoni är en stekelart som beskrevs av Girault 1912. Stethynium daltoni ingår i släktet Stethynium och familjen dvärgsteklar. Inga underarter finns listade i Catalogue of Life.